# Tina Mundy
Pour les articles homonymes, voir Mundy (homonymie).
Martina (Tina) Marie Mundy (née le 26 décembre 1964) est une femme politique canadienne, elle est élue à l'Assemblée législative de l'Île-du-Prince-Édouard lors de l'élection provinciale de 2015. Elle représente la circonscription de Summerside-St. Eleanors en tant qu'une membre du Parti libéral de l'Île-du-Prince-Édouard.
Avant son élection à l'Assemblée législative, elle a travaillé comme agente de développement pour le campus du Collège Holland à Summerside, et a servi pendant quatre ans du conseil de la même ville.
Tina Mundy a été assermentée ministre de l'Éducation, de l'Apprentissage et de la Culture, et ministre responsable de la Condition féminine le 20 mai 2015, mais a démissionné le lendemain pour des « raisons financières personnelles ». Le 7 janvier 2016, elle est devenue ministre des Services à la famille et à la personne.